# Stor galamiddag
Stor galamiddag (engelska: From Soup to Nuts) är en amerikansk komedifilm med Helan och Halvan från 1928 regisserad av Edgar Kennedy.

## Handling
Helan och Halvan har fått anställning som servitörer på en fest med många gäster. På festen gör de dock inte så gott intryck ifrån sig, från att Helan ska servera en tårta till att Halvan ska servera sallad.

## Om filmen
Delar av filmens manus återanvändes i duons senare film Skandal i Oxford som utkom 1940.

## Rollista (i urval)
- Stan Laurel – Stan (Halvan)
- Oliver Hardy – Ollie (Helan)
- Tiny Sandford – mr. Culpepper
- Anita Garvin – mrs. Culpepper
- Edna Marion – jungfru
- Sam Lufkin – gäst på festen[3]